# Гайнський район
Гайнський район (рос. Гайнский район, комі Гайна район) — адміністративно-територіальна одиниця в складі Комі-Перм'яцького округу Пермського краю Росії.
Адміністративний центр району — селище Гайни. 
Територія району в правовому відношенні прирівняна до районів Крайньої Півночі.

## Географія
Гайнскій район займає площу 14 928,4 км². Є найбільшим за площею в Комі-Пермяцькому окрузі і займає 46% його території. Межує з Косинським, Кочевським та Чердинським районами Пермського краю, а також з Кіровською областю та Республікою Комі.

## Історія
Утворений в 1926 році. Корінне населення Гайнського району - комі-пермяки, які в 1472 році були завойовані Московською державою, утворивши стан державних селян. З XV століття росіяни проникають на Урал з Вичегди через існуюче тоді Гайни. В 1597 році від Койгородка (в сучасній Республіці Комі) через Юксєєво, Косу на Солікамськ південніше селища Гайни прокладається поштовий Московсько-Сибірський тракт.
2 липня 2019 року набрав чинності Закон Пермського краю, відповідно до якого Гайнський муніципальний район і всі сільські поселення скасовуються і об'єднуються в нове муніципальне утворення - Гайнський муніципальний округ
.

## Населення
Населення - 11709 осіб (2020 рік).
Населення на 36% складається з комі-перм'яків, росіяни становлять 53%, решта білоруси, українці, татари; 77% населення - сільське. Середня щільність - 1,5 чол./км².